# Єдина система конструкторської документації
Єди́на систе́ма констру́кторської документа́ції (ЄСКД) — комплекс державних стандартів, що встановлюють взаємопов'язані правила, вимоги і норми по розробці, оформленню і обігу конструкторської документації, що розробляється і застосовується на усіх стадіях життєвого циклу виробу (при проектуванні, розробці, виготовленні, контролі, прийманні, експлуатації, ремонті, утилізації).

## Призначення стандартів ЄСКД
Основне призначення стандартів ЄСКД полягає у встановленні єдиних оптимальних правил, вимог і норм виконання, оформлення і обігу конструкторської документації, що забезпечують:
- застосування сучасних методів і засобів на усіх стадіях життєвого циклу виробу;
- можливість взаємообміну конструкторською документацією без її переоформлення;
- оптимальну комплектність конструкторської документації;
- механізацію і автоматизацію обробки конструкторських документів і інформації, що міститься в них;
- необхідну якість виробів;
- можливість розширення уніфікації і стандартизації при проектуванні виробів і розробці конструкторської документації;
- можливість проведення сертифікації виробів;
- скорочення термінів і зниження трудомісткості підготовки виробництва;
- правильну експлуатацію виробів;
- оперативну підготовку документації для швидкого переналагодження діючого виробництва;
- спрощення форм конструкторських документів і графічних матеріалів;
- можливість створення і ведення єдиної інформаційної бази;
- можливість гармонізації стандартів ЄСКД з міжнародними стандартами (ISO, IEC) в області конструкторської документації;
- можливість інформаційного забезпечення підтримання життєвого циклу виробу.

## Область застосування ЄСКД
Стандарти ЄСКД поширюються на вироби машинобудування і приладобудування. Область поширення окремих стандартів розширена, що обумовлюється в передмові до них.
Комплексом ЄСКД встановлені єдині правила розробки проектно-конструкторської документації. Стандартами, які входять до ЄСКД, визначені:
- види виробів;
- види й комплектність конструкторських документів, стадії розробки конструкторської документації, форми, розміри, порядок заповнення основних написів і додаткових граф до них;
- загальні вимоги до виконання текстових документів і їхньому оформленню;
- правила виконання групових конструкторських документів;
- правила побудови, оформлення технічних умов;
- правила виконання карт технічного рівня і якості;
- порядок узгодження застосування покупних виробів.

## Перелік стандартів, що входять у ЄСКД
«2.» на початку номера означає приналежність стандарту до комплексу ЄСКД. Закреслені документи стандартів — це документи у яких скасована чинність в Україні.

### Загальні положення
- ДСТУ ГОСТ 2.001:2006 Єдина система конструкторської документації. Загальні положення (ГОСТ 2.001-93, IDT).
- ГОСТ 2.002-72 ЕСКД. Требования к моделям, макетам и темплетам, применяемым при проектировании.
- ГОСТ 2.004-88 ЕСКД. Общие требования к выполнению конструкторских и технологических документов на печатающих и графических устройствах вывода ЭВМ.
- ДСТУ ГОСТ 2.051:2006 Єдина система конструкторської документації. Електронні документи. Загальні положення (ГОСТ 2.051-2006, IDT).
- ДСТУ ГОСТ 2.052:2006 Єдина система конструкторської документації. Електронна модель виробу. Загальні положення (ГОСТ 2.052-2006, IDT).
- ДСТУ ГОСТ 2.053:2006 Єдина система конструкторської документації. Електронна структура виробу. Загальні положення (ГОСТ 2.053-2006, IDT)

### Основні положення
- ГОСТ 2.101-68 ЕСКД. Виды изделий.
- ГОСТ 2.102-68 ЕСКД. Виды и комплектность конструкторских документов.
- ГОСТ 2.103-68 ЕСКД. Стадии разработки.
- ДСТУ ГОСТ 2.104:2006  Єдина система конструкторської документації. Основні написи (ГОСТ 2.104-2006, IDT).
- ГОСТ 2.105-95 ЕСКД. Общие требования к текстовым документам.
- ГОСТ 2.106-96 ЕСКД. Текстовые документы.
- ГОСТ 2.109-73 ЕСКД. Основные требования к чертежам.
- ГОСТ 2.111-68 ЕСКД. Нормоконтроль.
- ГОСТ 2.113-75 ЕСКД. Групповые и базовые конструкторские документы.
- ГОСТ 2.114-95 ЕСКД. Технические условия.
- ГОСТ 2.118-73 ЕСКД. Техническое предложение.
- ГОСТ 2.119-73 ЕСКД. Эскизный проект.
- ГОСТ 2.120-73 ЕСКД. Технический проект.
- ГОСТ 2.123-83 ЕСКД. Комплектность конструкторских документов на печатные платы при автоматизированном проектировании.
- ГОСТ 2.124-85 ЕСКД. Порядок применения покупных изделий
- ГОСТ 2.125-88 ЕСКД. Правила выполнения эскизных конструкторских документов. Общие положения

### Класифікація і позначення виробів та конструкторських документів
- ГОСТ 2.201-80 Обозначение изделий и конструкторских документов

### Загальні правила виконання креслень
- ГОСТ 2.301-68 ЕСКД. Форматы.
- ГОСТ 2.302-68 ЕСКД. Масштабы.
- ГОСТ 2.303-68 ЕСКД. Линии.
- ГОСТ 2.304-81 ЕСКД. Шрифты чертёжные.
- ГОСТ 2.305-68 ЕСКД. Изображения — виды, разрезы, сечения.
- ГОСТ 2.306-68 ЕСКД. Обозначения графических материалов и правила их нанесения на чертежах.
- ДСТУ ГОСТ 2.307:2013 ЄСКД. Нанесення розмірів і граничних відхилів (ГОСТ 2.307-2011, IDT).
- ДСТУ ГОСТ 2.308:2013 ЄСКД. Зазначення допусків форми та розміщення поверхонь (ГОСТ 2.308-2011, IDT).
- ГОСТ 2.309-73 ЕСКД. Обозначение шероховатости поверхностей.
- ГОСТ 2.310-68 ЕСКД. Нанесение на чертежах обозначений покрытий, термической и других видов обработки.
- ГОСТ 2.311-68 ЕСКД. Изображение резьбы.
- ГОСТ 2.312-72 ЕСКД. Условные изображения и обозначения швов сварных соединений.
- ГОСТ 2.313-82 ЕСКД. Условные изображения и обозначения неразъёмных соединений.
- ГОСТ 2.314-68 ЕСКД. Указания на чертежах о маркировании и клеймении изделий.
- ГОСТ 2.315-68 ЕСКД. Изображения упрощённые и условные крепёжных деталей.
- ГОСТ 2.316-68 ЕСКД. Правила нанесения на чертежах надписей, технических требований и таблиц.
- ДСТУ ГОСТ 2.317:2014 ЄСКД. Аксонометричні проекції (ГОСТ 2.317-2011, IDT).
- ГОСТ 2.318-81 ЕСКД. Правила упрощённого нанесения размеров отверстий.
- ГОСТ 2.320-82 ЕСКД. Правила нанесения размеров, допусков и посадок конусов.
- ГОСТ 2.321-84 ЕСКД. Обозначения буквенные.

### Правила виконання креслеників різних виробів
- ГОСТ 2.401-68 ЕСКД. Правила выполнения чертежей пружин.
- ГОСТ 2.402-68 ЕСКД. Условные изображения зубчатых колёс, реек, червяков и звёздочек цепных передач.
- ГОСТ 2.403-75 ЕСКД. Правила выполнения чертежей цилиндрических зубчатых колёс.
- ГОСТ 2.404-75 ЕСКД. Правила выполнения чертежей зубчатых реек.
- ГОСТ 2.405-75 ЕСКД. Правила выполнения чертежей конических зубчатых колёс.
- ГОСТ 2.406-76 ЕСКД. Правила выполнения чертежей цилиндрических червяков и червячных колёс.
- ГОСТ 2.407-75 ЕСКД. Правила выполнения чертежей червяков и колёс глобоидных передач.
- ГОСТ 2.408-68 ЕСКД. Правила выполнения рабочих чертежей звёздочек приводных роликов и втулочных цепей.
- ГОСТ 2.409-74 ЕСКД. Правила выполнения чертежей зубчатых (шлицевых) соединений.
- ГОСТ 2.410-68 ЕСКД. Правила выполнения чертежей металлических конструкций.
- ГОСТ 2.411-72 ЕСКД. Правила выполнения чертежей труб, трубопроводов и трубопроводных систем.
- ГОСТ 2.412-81 ЕСКД. Правила выполнения чертежей и схем оптических изделий.
- ГОСТ 2.413-72 ЕСКД. Правила выполнения конструкторской документации изделий, изготовляемых с применением электрического монтажа.
- ГОСТ 2.414-75 ЕСКД. Правила выполнения чертежей жгутов, кабелей и проводов.
- ГОСТ 2.415-68 ЕСКД. Правила выполнения чертежей изделий с электрическими обмотками.
- ГОСТ 2.416-68 ЕСКД. Условные изображения сердечников магнитопроводов.
- ГОСТ 2.417-91 ЕСКД. Платы печатные. Правила выполнения чертежей.
- ГОСТ 2.418-77 ЕСКД. Правила выполнения конструкторской документации для упаковывания.
- ГОСТ 2.419-68 ЕСКД. Правила выполнения документации при плазовом методе производства.
- ГОСТ 2.420-69 ЕСКД. Упрощённые изображения подшипников качения на сборочных чертежах.
- ГОСТ 2.421-75 ЕСКД. Правила выполнения рабочих чертежей звёздочек для пластинчатых цепей.
- ГОСТ 2.422-70 ЕСКД. Правила выполнения рабочих чертежей цилиндрических зубчатых колёс передач Новикова с двумя линиями зацепления.
- ГОСТ 2.424-80 ЕСКД. Правила выполнения чертежей штампов.
- ГОСТ 2.425-74 ЕСКД. Правила выполнения рабочих чертежей звёздочек для зубчатых цепей.
- ГОСТ 2.426-74 ЕСКД. Правила выполнения рабочих чертежей звёздочек для разборных цепей.
- ГОСТ 2.427-75 ЕСКД. Правила выполнения рабочих чертежей звёздочек для круглозвенных цепей.
- ГОСТ 2.428-84 ЕСКД. Правила выполнения темплетов.
- ДСТУ ГОСТ 2.431:2004 ЄСКД. Правила виконування креслеників виробів із скла (ГОСТ 2.431-2002, IDT).

### Правила внесення змін і обігу конструкторської документації
- ГОСТ 2.501-88 ЕСКД. Правила учёта и хранения.
- ГОСТ 2.502-68 ЕСКД. Правила дублирования.
- ГОСТ 2.503-90 ЕСКД. Правила внесения изменений.
- ДСТУ ГОСТ 2.511:2014 ЄСКД. Правила передавання електронних конструкторських документів. Загальні вимоги (ГОСТ 2.511-2011, IDT).
- ДСТУ ГОСТ 2.512:2014 ЄСКД. Правила виконання пакетів даних для передавання електронних конструкторських документів. Загальні вимоги (ГОСТ 2.512-2011, IDT).

### Правила виконання експлуатаційної та ремонтної документації
- ДСТУ ГОСТ 2.601:2006 ЄСКД. Експлуатаційні документи (ГОСТ 2.601-2006, IDT).
- ГОСТ 2.602-95 ЕСКД. Ремонтные документы.
- ГОСТ 2.603-68 ЕСКД. Внесение изменений в эксплуатационную и ремонтную документацию.
- ДСТУ ГОСТ 2.604:2005 ЄСКД. Єдина система конструкторської документації. Кресленики ремонтні. Загальні вимоги (ГОСТ 2.604-2000, IDT).
- ГОСТ 2.605-68 ЕСКД. Плакаты учебно-технические. Общие технические требования.
- ГОСТ 2.608-78 ЕСКД. Порядок записи сведений о драгоценных материалах в эксплуатационных документах.
- ДСТУ ГОСТ 2.610:2006 ЄСКД. Правила виконання експлуатаційних документів (ГОСТ 2.610-2006, IDT).
- ДСТУ ГОСТ 2.611:2014 ЄСКД. Електронний каталог виробів. Загальні вимоги (ГОСТ 2.611-2011, IDT).
- ДСТУ ГОСТ 2.612:2014 ЄСКД. Електронний формуляр. Загальні вимоги (ГОСТ 2.612-2011, IDT).

### Правила виконання схем та позначення умовні графічні у схемах
- ГОСТ 2.701-84 ЕСКД. Схемы. Виды и типы. Общие требования к выполнению.
- ДСТУ ГОСТ 2.702:2013 ЄСКД. Правила виконання електричних схем. (ГОСТ 2.702-2011, IDT).
- ДСТУ ГОСТ 2.703:2014 ЄСКД. Правила виконання кінематичних схем. (ГОСТ 2.703-2011, IDT).
- ДСТУ ГОСТ 2.704:2014 ЄСКД. Правила виконання гідравлічних і пневматичних схем. (ГОСТ 2.704-2011, IDT).
- ГОСТ 2.705-70 ЕСКД. Правила выполнения электрических схем обмоток и изделий с обмотками.
- ГОСТ 2.707-84 ЕСКД. Правила выполнения электрических схем железнодорожной сигнализации, централизации и блокировки.
- ГОСТ 2.708-81 ЕСКД. Правила выполнения электрических схем цифровой вычислительной техники.
- ГОСТ 2.709-89 ЕСКД. Обозначения условные проводов и контактных соединений электрических элементов, оборудования и участков цепей в электрических схемах.
- ГОСТ 2.710-81 ЕСКД. Обозначения буквенно-цифровые в электрических схемах.
- ГОСТ 2.711-82 ЕСКД. Схема деления изделия на составные части.
- ГОСТ 2.721-74 ЕСКД. Обозначения условные графические в схемах. Обозначения общего применения.
- ГОСТ 2.722-68 ЕСКД. Обозначения условные графические в схемах. Машины электрические.
- ГОСТ 2.723-68 ЕСКД. Обозначения условные графические в схемах. Катушки индуктивности, дроссели, трансформаторы, автотрансформаторы и магнитные усилители.
- ГОСТ 2.725-68 ЕСКД. Обозначения условные графические в схемах. Устройства коммутирующие.
- ГОСТ 2.726-68 ЕСКД. Обозначения условные графические в схемах. Токосъёмники.
- ГОСТ 2.727-68 ЕСКД. Обозначения условные графические в схемах. Разрядники, предохранители.
- ГОСТ 2.728-74 ЕСКД. Обозначения условные графические в схемах. Резисторы, конденсаторы.
- ГОСТ 2.729-68 ЕСКД. Обозначения условные графические в схемах. Приборы электроизмерительные.
- ГОСТ 2.730-73 ЕСКД. Обозначения условные графические в схемах. Приборы полупроводниковые.
- ГОСТ 2.731-81 ЕСКД. Обозначения условные графические в схемах. Приборы электровакуумные.
- ГОСТ 2.732-68 ЕСКД. Обозначения условные графические в схемах. Источники света.
- ГОСТ 2.733-68 ЕСКД. Обозначения условные графические детекторов ионизирующих излучений в схемах.
- ГОСТ 2.734-68 ЕСКД. Обозначения условные графические в схемах. Линии сверхвысокой частоты и их элементы.
- ГОСТ 2.735-68 ЕСКД. Обозначения условные графические в схемах. Антенны и радиостанции.
- ГОСТ 2.736-68 ЕСКД. Обозначения условные графические в схемах. Элементы пьезоэлектрические и магнитострикционные. Линии задержки.
- ГОСТ 2.737-68 ЕСКД. Обозначения условные графические в схемах. Устройства связи.
- ГОСТ 2.739-68 ЕСКД. Обозначения условные графические в схемах. Аппараты, коммутаторы и станции коммутационные телефонные.
- ГОСТ 2.740-89 ЕСКД. Обозначения условные графические в схемах. Аппараты и трансляции телеграфные.
- ГОСТ 2.741-68 ЕСКД. Обозначения условные графические в схемах. Приборы акустические.
- ГОСТ 2.743-91 ЕСКД. Обозначения условные графические в схемах. Элементы цифровой техники.
- ГОСТ 2.744-68 ЕСКД. Обозначения условные графические в схемах. Устройства электрозапальные.
- ГОСТ 2.745-68 ЕСКД. Обозначения условные графические в схемах. Электронагреватели, устройства и установки электротермические.
- ГОСТ 2.746-68 ЕСКД. Обозначения условные графические в схемах. Генераторы и усилители квантовые.
- ГОСТ 2.747-68 ЕСКД. Обозначения условные графические в схемах. Размеры условных графических обозначений.
- ГОСТ 2.749-84 ЕСКД. Элементы и устройства железнодорожной сигнализации, централизации и блокировки.
- ГОСТ 2.752-71 ЕСКД. Обозначения условные графические в схемах. Устройства телемеханики.
- ГОСТ 2.755-87 ЕСКД. Обозначения условные графические в электрических схемах. Устройства коммутационные и контактные соединения.
- ГОСТ 2.756-76 ЕСКД. Обозначения условные графические в схемах. Воспринимающая часть электромеханических устройств.
- ГОСТ 2.757-81 ЕСКД. Обозначения условные графические в схемах. Элементы коммутационного поля коммутационных систем.
- ГОСТ 2.758-81 ЕСКД. Обозначения условные графические в схемах. Сигнальная техника.
- ГОСТ 2.759-82 ЕСКД. Обозначения условные графические в схемах. Элементы аналоговой техники.
- ГОСТ 2.761-84 ЕСКД. Обозначения условные графические в схемах. Компоненты волоконно-оптических систем передачи.
- ГОСТ 2.762-85 ЕСКД. Обозначения условные графические в электрических схемах. Частоты и диапазоны частот для систем передачи с частотным распределением каналов.
- ГОСТ 2.763-85 ЕСКД. Обозначения условные графические в электрических схемах. Устройства с импульсно-кодовой модуляцией.
- ГОСТ 2.764-86 ЕСКД. Обозначения условные графические в электрических схемах. Интегральные оптоэлектронные элементы индикации.
- ГОСТ 2.765-87 ЕСКД. Обозначения условные графические в электрических схемах. Запоминающие устройства.
- ГОСТ 2.766-88 ЕСКД. Обозначения условные графические в электрических схемах. Системы передачи информации с временным разделением каналов.
- ГОСТ 2.767-89 ЕСКД. Обозначения условные графические в электрических схемах. Реле защиты.
- ГОСТ 2.768-90 ЕСКД. Обозначения условные графические в схемах. Источники электрохимические, электротермические и тепловые.
- ГОСТ 2.770-68 ЕСКД. Обозначения условные графические в схемах. Элементы кинематики.
- ГОСТ 2.780-96 ЕСКД. Обозначения условные графические. Кондиционеры рабочей среды, ёмкости гидравлические и пневматические.
- ГОСТ 2.781-96 ЕСКД. Обозначения условные графические. Аппараты гидравлические и пневматические, устройства управления и приборы контрольно-измерительные.
- ГОСТ 2.782-96 ЕСКД. Обозначения условные графические. Машины гидравлические и пневматические.
- ГОСТ 2.784-96 ЕСКД. Обозначения условные графические. Элементы трубопроводов.
- ГОСТ 2.785-70 ЕСКД. Обозначения условные графические. Арматура трубопроводная.
- ГОСТ 2.787-71 ЕСКД. Обозначения условные графические в схемах. Элементы, приборы и устройства газовой системы хроматографов.
- ГОСТ 2.788-74 ЕСКД. Обозначения условные графические. Аппараты выпарные.
- ГОСТ 2.789-74 ЕСКД. Обозначения условные графические. Аппараты теплообменные.
- ГОСТ 2.790-74 ЕСКД. Обозначения условные графические. Аппараты колонные.
- ГОСТ 2.791-74 ЕСКД. Обозначения условные графические. Отстойники и фильтры.
- ГОСТ 2.792-74 ЕСКД. Обозначения условные графические. Аппараты сушильные.
- ГОСТ 2.793-79 ЕСКД. Обозначения условные графические. Элементы и устройства машин и аппаратов химических производств. Общие обозначения.
- ГОСТ 2.794-79 ЕСКД. Обозначения условные графические. Устройства питающие и дозирующие.
- ГОСТ 2.795-80 ЕСКД. Обозначения условные графические. Центрифуги.
- ГОСТ 2.796-95 ЕСКД. Обозначения условные графические в схемах. Элементы вакуумных систем.
- ДСТУ ГОСТ 2.797:2018 ЄСКД. Правила виконання вакуумних схем. (ГОСТ 2.797-2016, IDT).

### Правила виконання документів при макетному методі проектування
- ГОСТ 2.801-74 ЕСКД. Макетный метод проектирования. Геометрическая форма, размеры моделей.
- ГОСТ 2.802-74 ЕСКД. Макетный метод проектирования. Техническая информация на рабочем макете.
- ГОСТ 2.803-77 ЕСКД. Макетный метод проектирования. Требования к конструкции и размерам макетов и моделей.
- ГОСТ 2.804-84 ЕСКД. Макетный метод проектирования. Техническое содержание рабочего макета.